# لويز أراوخو
لويز دي أراوخو غيماريش نيتو (بالبرتغالية: Luiz de Araújo Guimarães Neto) هو لاعب كرة قدم برازيلي في مركز الهجوم ولد في يوم 2 يونيو 1996 في مدينة تاكواريتينغا في البرازيل، يلعب حالياً مع نادي ليل وسبق له اللعب مع نادي ميراسول ونادي ساو باولو ونادي نوفوريزونيتو، يبلغ طوله 175 سم.

## روابط خارجية
- لويز أراوخو على موقع الاتحاد الأوربي (الإنجليزية)
- لويز أراوخو على موقع الدوري الأمريكي (الإنجليزية)
- لويز أراوخو على موقع إي إس بي إن إف سي (الإنجليزية)
- لويز أراوخو على موقع قاعدة بيانات كرة القدم.إي يو (الإنجليزية)
- لويز أراوخو على موقع ليكيب (الفرنسية)
- لويز أراوخو على موقع Soccerbase.com (لاعب) (الإنجليزية)
- لويز أراوخو على موقع Soccerway.com (الإنجليزية)
- لويز أراوخو على موقع عالم كرة القدم.نت (الإنجليزية)
- لويز أراوخو على موقع AS.com (الإسبانية)